# 나가하라역 (오사카부)
나가하라역(일본어: 長原駅, ながはらえき)은 일본 오사카부 오사카시 히라노구에 있는 오사카 시영 지하철의 철도역이다.

## 개요 및 역 구조
섬식 1면 2선의 승강장이 있는 지하역이다. 개찰구는 1개 뿐이다. 출입구는 중앙순환선 서쪽에 2개, 동쪽에도 2개가 있다.

### 승강장
| 1 | ■ 다니마치 선 | 야오미나미 방면                                  |
| 2 | ■ 다니마치 선 | 덴노지 · 덴마바시 · 히가시우메다 · 다이니치 방면 |

## 역세권 정보
- 오사카 부도 2호 오사카 중앙 환상선

## 역사
- 1980년 11월 27일: 다니마치 선 덴노지 ~ 야오미나미 간 영업 개시.

## 인접역
| ■ 오사카 메트로 다니마치선 | ■ 오사카 메트로 다니마치선  | ■ 오사카 메트로 다니마치선     |
| -------------------------- | --------------------------- | ------------------------------ |
| T34 데토 다이니치 방면     | ■ 오사카 지하철 다니마치 선 | T36 야오미나미 야오미나미 방면 |